# Rue du Général-Leclerc (Bois-Colombes)
Pour les articles homonymes, voir Rue du Général-Leclerc.
La rue du Général-Leclerc est un des axes principaux de Bois-Colombes. Elle suit le tracé de la route départementale D 13.

## Situation et accès

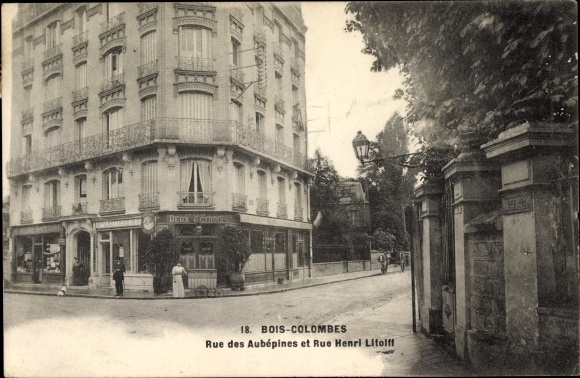
La rue des Aubépines au croisement de la rue Henry-Litolff et de la rue du Maréchal-Joffre.

Partant de l'est, la rue longe la ligne de Paris-Saint-Lazare à Ermont - Eaubonne. Elle s'en détache à hauteur de la rue d'Estienne-d'Orves, passe devant la place de la République et l'hôtel de ville puis rencontre la rue Géraldy et l'avenue Gambetta (anciennement avenue Centrale). Elle se termine au croisement de la rue du Maréchal-Joffre et de la rue Henry-Litolff.
La rue du Général-Leclerc est accessible par la gare de Bois-Colombes. 

## Origine du nom

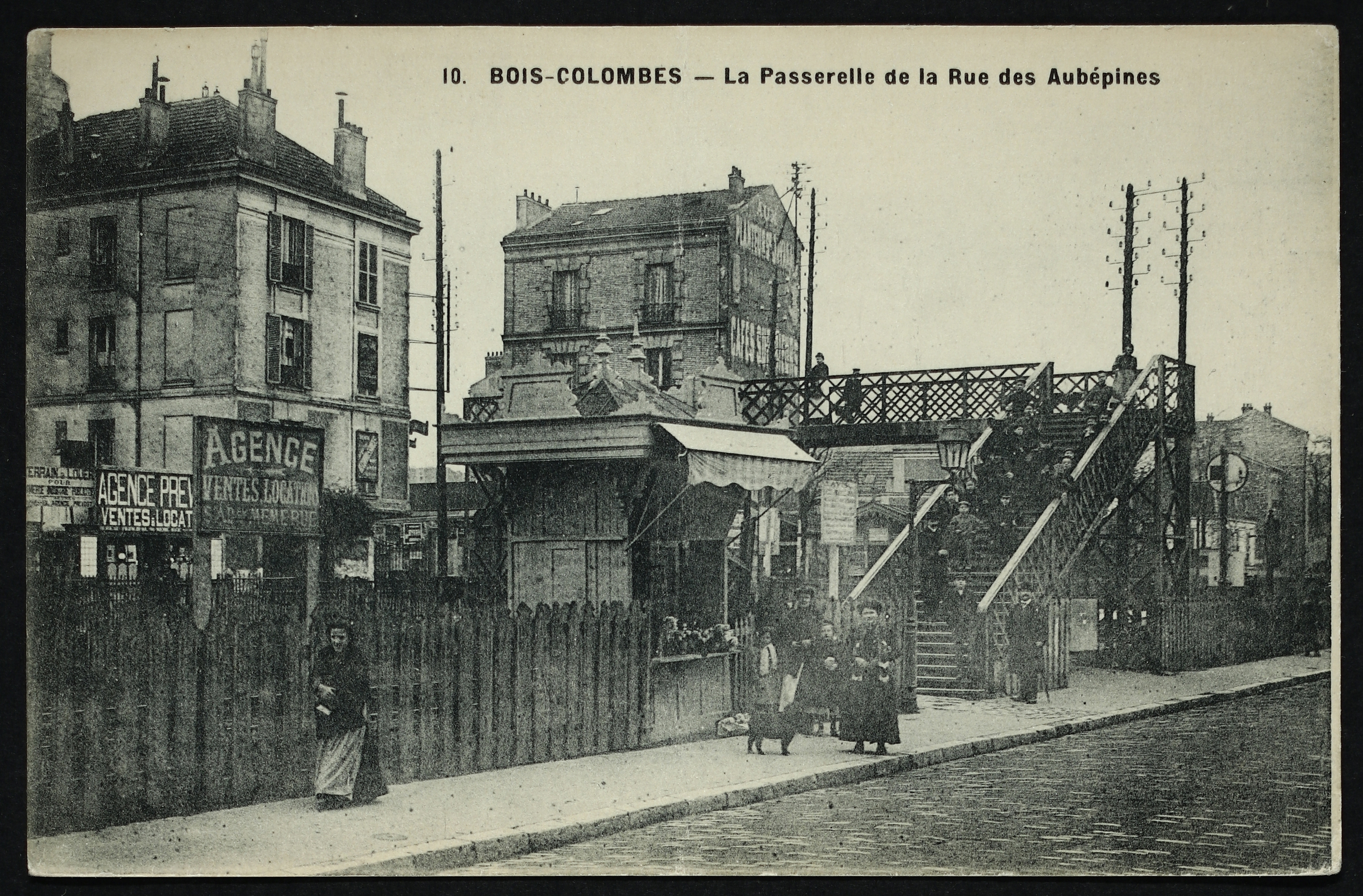
La passerelle de la rue des Aubépines, depuis lors remplacée par le pont de la rue d'Estienne-d-Orves.

Elle rend hommage à Philippe Leclerc de Hauteclocque, libérateur de Paris.
La Villa des Aubépines, voisine, a toutefois conservé la mémoire de son ancien nom.

## Historique

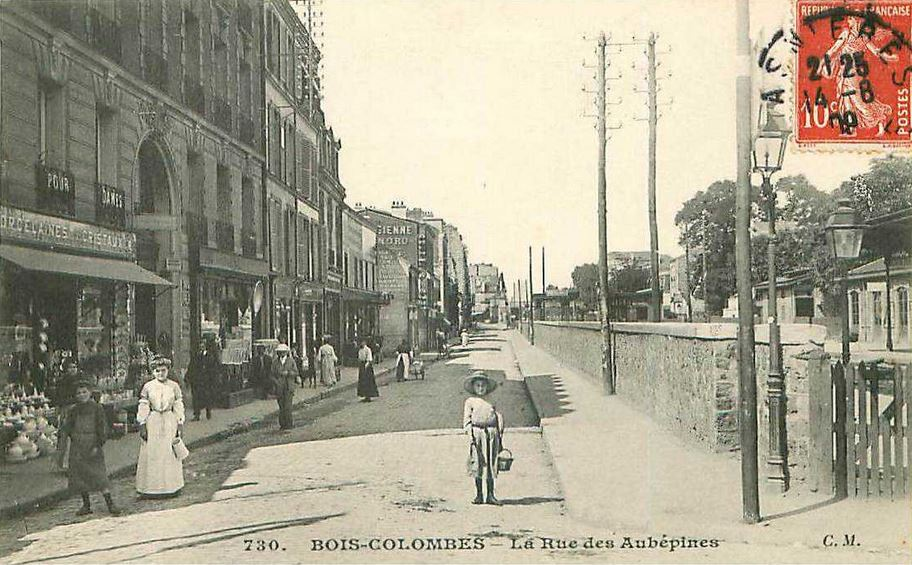
La rue des Aubépines, au passage à niveau de la rue des Bourguignons.

Ancien « chemin des Bellevues » puis « rue des Aubépines », elle prend sa nouvelle dénomination par délibération du 12 décembre 1947.
Le tracé de cette rue est à l'origine fait pour longer la voie ferrée, franchie par passage à niveau, et par la passerelle des Aubépines qui permettait de rejoindre la voie Verte, aujourd'hui rue d'Estienne-d'Orves.
Ce passage à niveau très fréquenté nécessitait une mise en tranchée des lignes ferroviaires, ce qui est fait à partir de 1936.

## Bâtiments remarquables et lieux de mémoire
- Église Notre-Dame-de-Bon-Secours de Bois-Colombes, restaurée en 1899.
- Square De-Lattre-de-Tassigny, ancien square de la République ouvert en 1917[6].
- Le film Micmacs à tire-larigot de Jean-Pierre Jeunet y a été tourné partiellement[7].